# The Offspring
The Offspring är ett amerikanskt punkrockband från Garden Grove, Kalifornien, grundat 1984. Bandet består av sångaren Dexter Holland, gitarristen Noodles, basisten Todd Morse, multiinstrumentalisten Jonah Nimoy och trumslagaren Brandon Pertzborn. The Offspring, tillsammans med Green Day, NOFX och Rancid, sägs tillhöra de band som återupplivade punkrocken i mitten av 1990-talet, i vad som kallas för punk revival. Bandet har sålt över 40 miljoner kopior världen över.
Ett kännetecken för The Offspring är att de gärna använder sig av ord såsom "whoa", "hey" och "yeah" i refrängerna till sina låtar och ett annat av bandets tidigare kännetecken var att den första låten på deras album ofta var en kortare låt som ibland fungerade som en sorts introduktion till själva albumet. The Offspring använder sig gärna av element från orientalisk musik i sina låtar och de har även hämtat viss inspiration från surfkulturen.
The Offsprings genombrott kom med deras tredje studioalbum, Smash, som är det bäst säljande albumet som har släppts från ett självständigt skivbolag någonsin. "Come Out and Play (Keep 'Em Separated)" och "Self Esteem" blev populära i mitten av 1990-talet. De tre nästkommande albumen, Ixnay on the Hombre, Americana och Conspiracy of One, sålde också bra med följden av att alla tre albumen senare har uppnått platinastatus. Americana från 1998 blev bandets största succé hittills och singlarna "Pretty Fly (for a White Guy)", "Why Don't You Get a Job?" och "The Kids Aren't Alright" blev kända världen över. Från deras åttonde studioalbum, Rise and Fall, Rage and Grace, släpptes "You're Gonna Go Far, Kid", som är den mest spelade låten av The Offspring på Spotify. Bandets senaste studioalbum, Supercharged, släpptes i oktober 2024.

## Historia

### Manic Subsidal och The Offsprings första tid (1983–1990)

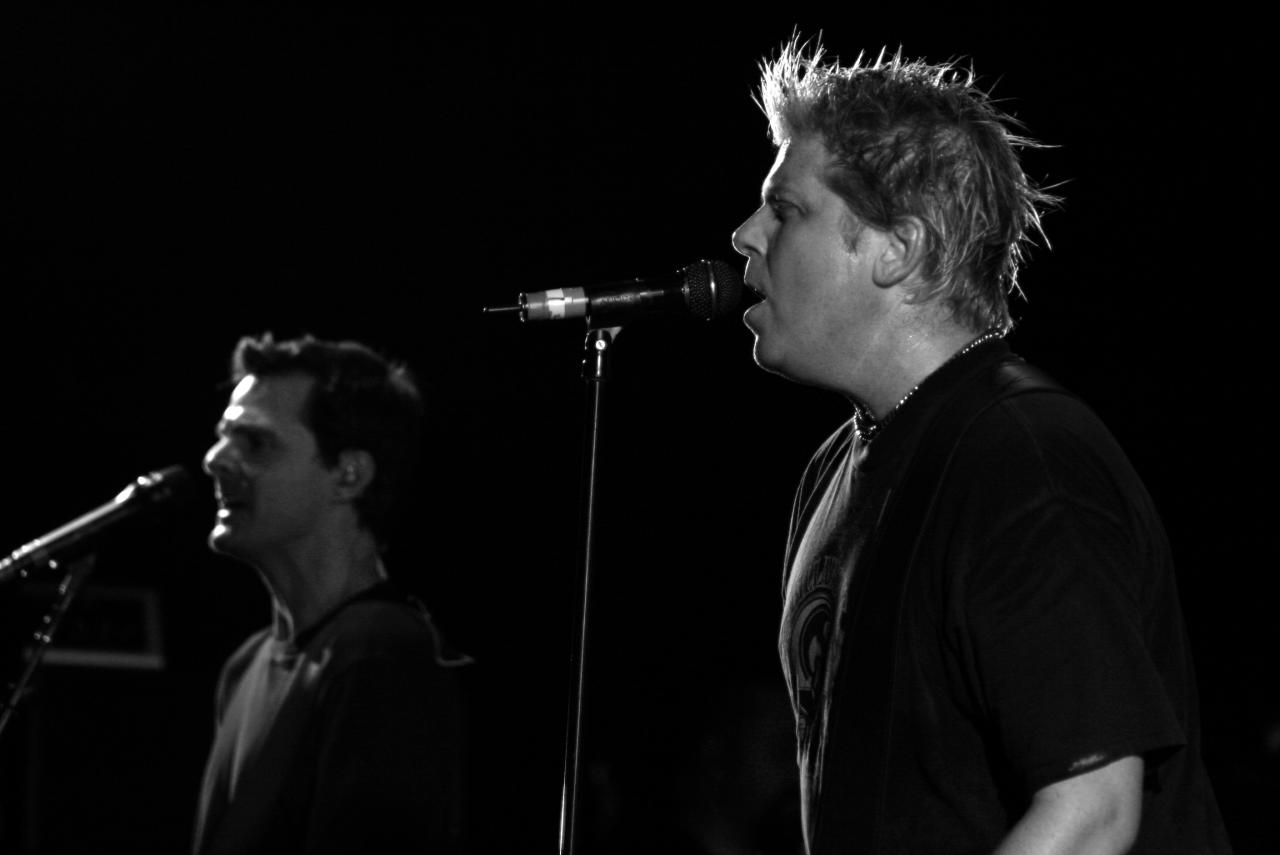
Dexter Holland (höger) och Greg K. (vänster), grundarna av Manic Subsidal och senare även The Offspring.

The Offspring började som ett garageband 1983 i staden Cypress i Orange County, Kalifornien när Dexter Holland och Greg K. började jamma ihop. De tog senare in James Lilja, tidigare medlem i Clowns of Death, i bandet och de valde att döpa sig till Manic Subsidal. Beslutet att skapa ett band från första början kom till sedan Holland och Greg K. inte hade blivit insläppta på en Social Distortion-konsert i Irvine någon gång under antingen 1983 eller 1984. Kort därefter gick även Doug Thompson med i Manic Subsidal som bandets sångare och Holland gick över från att ha varit trumslagare till att bli gitarrist. Bandet släppte även sin enda studioinspelade låt, "Hopeless", under detta år; andra låtar som spelades in under denna tid var bland annat "Very Sarcastic", "Sorority Bitch", "Police Protection" och livejamlåten "Private World". Marcus Parrish var kompgitarrist en kortare tid i The Offspring under 1984 och 1985.
Under 1985 ersatte Jim Benton, en vän till Thompson, Lilja på trummor och Noodles (tidigare medlem i banden The Squids och Clowns of Death) gick med i Manic Subsidal, främst då han kunde köpa ut alkohol åt de ännu minderåriga Holland och Greg K. Thompson blev under detta år tvingad ur bandet och Holland tog istället över rollen som sångare. Benton slutade självmant från Manic Subsidal under 1985 och Lilja kom då tillbaka som bandets trumslagare. År 1986 bestämde sig bandmedlemmarna för att byta namn från Manic Subsidal till The Offspring, vilket skedde spontant under en intervju hos Media Blitz när bandet fick frågan vad de kallade sig själva för. Namnet The Offspring var ett förslag av Lilja och det var det enda namnförslag som inte någon av bandmedlemmarna hatade. Bandmedlemmarna har senare sagt att Manic Subsidal är ett "fruktansvärt bandnamn". Det var även under 1986 som The Offspring började göra lokala spelningar på bland annat punkrockklubben 924 Gilman Street i Berkeley, Kalifornien.
The Offspring medverkade på ett antal olika demokassetter, bland annat Purely Man's Loss och Subject to Blackout, och de spelade även själva in tre demokassetter under maj till juli 1986. Samma år släppte bandet även sin första singel, med namnet "I'll Be Waiting"/"Blackball". Singeln släpptes i 1 000 exemplar, som en 7"-singel, där The Offspring själva hade limmat ihop konvolutet. Året därpå valde Lilja att hoppa av bandet eftersom han istället ville fokusera på sina studier och som ny trumslagare togs istället Ron Welty in, som gick med i bandet i juli 1987.
The Offspring spelade under 1988 in en demokassett, med namnet Tehran, som senare skulle ligga till grund för deras debutalbum. Två av låtarna från denna demokassett ("Jennifer Lost the War" och "Out on Patrol") släpptes 1991 på en bootleg-EP med namnet They Were Born to Kill. Bandets självbetitlade debutalbum släpptes i LP-format och på kassettband den 15 juni 1989 via Nemesis Records. Nemesis ville inte lansera albumet i en CD-version, då de ansåg att det inte fanns tillräckligt med intresse för detta vid tillfället. För att marknadsföra albumet gav sig bandet ut på en sex veckor lång USA-turné.

### Ignitionoch genombrottet medSmash(1991–1995)
I februari 1991 spelade The Offspring in EP:n Baghdad tillsammans med Thom Wilson, som tidigare varit producent för deras debutalbum, och EP:n släpptes senare samma år i en upplaga på 3 000 exemplar. Med hjälp av denna EP kunde nu bandet börja arbeta med skivbolaget Epitaph Records, som grundades av Brett Gurewitz. Gurewitz hade tidigare känt att The Offspring inte riktigt var den typ av band han ville samarbeta med, men efter att Baghdad släpptes gick han med på att ge bandet en chans. The Offspring spelade detta år även in "Take It Like a Man" till ett samlingsalbum med namnet The Big One: San Francisco/Los Angeles, som gavs ut av Flipside Records.
I april 1992 blev The Offspring signade till Epitaph och senare samma år släppte de sitt andra studioalbum, Ignition, som sålde bättre än förväntat och försäljningssiffrorna har uppgått till över en miljon sålda exemplar. Enligt bandet tog det dock cirka ett år sedan albumet hade släppts innan försäljningen började gå riktigt bra för Ignition. Den enda singeln som släpptes från detta album var radiosingeln "Kick Him When He's Down", som släpptes först 1995 och då enbart i Europa. Under 1993 och början på 1994 turnerade The Offspring tillsammans med band såsom Lunachicks, Pennywise och NOFX. Denna tid beskrev The Offspring själva som en "inkubationsperiod", där de turnerade mycket och enbart hade musiken som en sidosyssla.

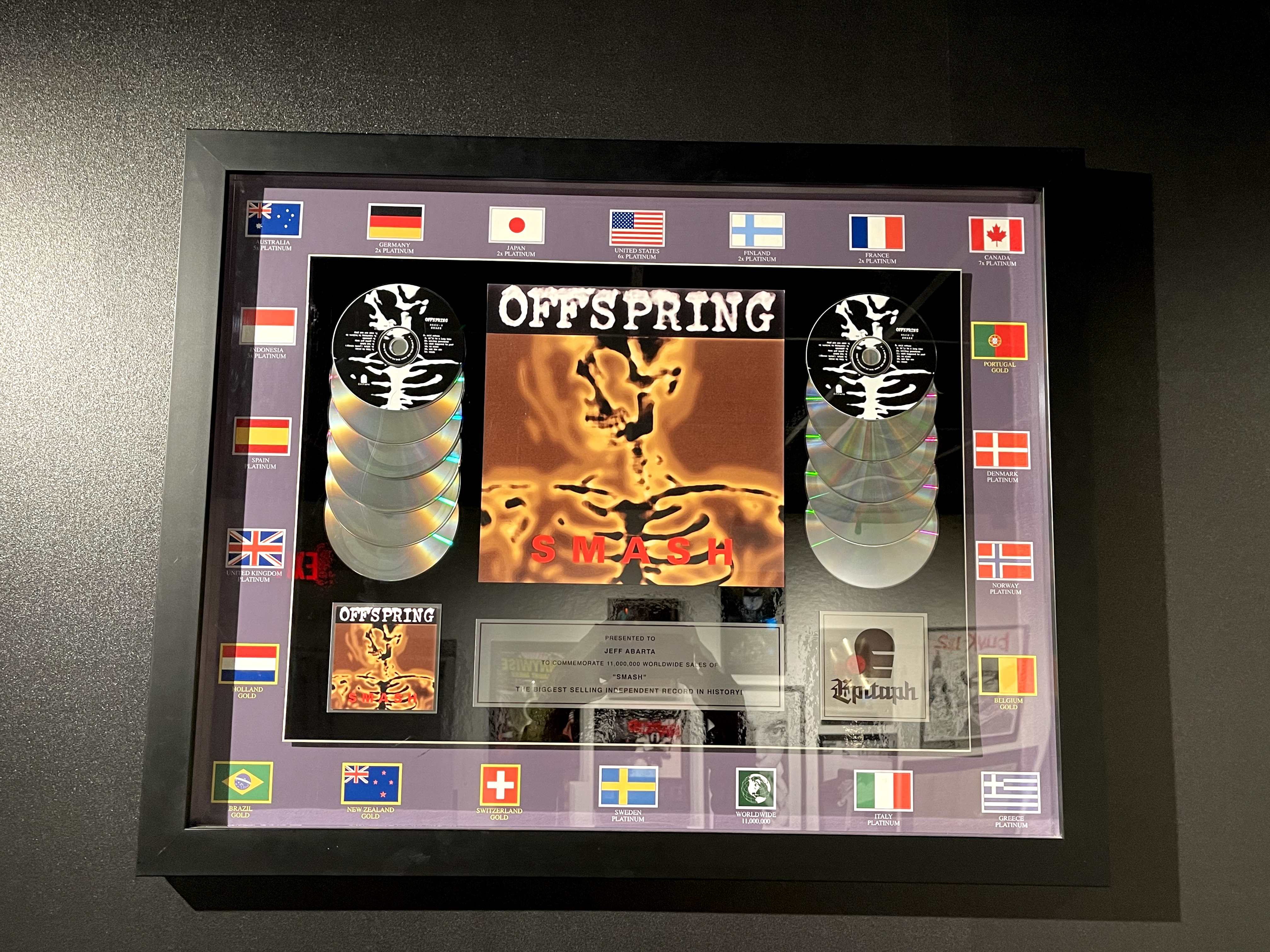
Smash blev The Offsprings genombrottsalbum och det bäst säljande album från ett självständigt skivbolag någonsin.

Under våren 1994 släpptes The Offsprings genombrottsalbum Smash. Smash är det bäst säljande albumet från ett självständigt skivbolag någonsin och albumet har sålts i mer än elva miljoner exemplar världen över. Från albumet släpptes bland annat singlarna "Come Out and Play (Keep 'Em Separated)" och "Self Esteem", som rönte stora framgångar för bandet. Det var bland annat tack vare detta album som The Offspring räknas till punk revival, tillsammans med band såsom Green Day, Rancid och NOFX.
År 1995 medverkade The Offspring på soundtracket till filmen Batman Forever med "Smash It Up". Holland och Greg K. hade startat sitt eget skivbolag under namnet Nitro Records i maj 1994, där en av deras första lanseringar var The Offsprings debutalbum i CD-format, som släpptes i november 1995. Till sitt skivbolag lockade de sedan band såsom The Vandals, AFI, Guttermouth och TSOL. Kort därefter tog Holland över allt ansvar för skivbolaget.

### Ixnay on the HombreochAmericana(1996–1999)
Efter att Smash hade släppts kunde bandet inte komma till en överenskommelse med Epitaph Records utan de valde att 1996 flytta över till Columbia Records istället; en flytt som tog 6–8 månader. Noodles har sagt att han gärna hade fortsatt att samarbeta med Epitaph Records, men på grund av att Gurewitz hade personliga problem och planerade att sälja skivbolaget kände The Offspring att det var dags att byta skivbolag. The Offspring fick utstå kritik för valet att byta skivbolag och vissa fans kände det som att de "sålde sig" även om kontraktet med Columbia Records i själva verket var mindre ekonomiskt lönsamt och gav bandet mer konstnärlig frihet än det kontrakt de tidigare haft med Epitaph Records. Under samma tidsperiod avskedade bandet sin producent Thom Wilson, som öppet hade kritiserat bandet när de spelade in Smash eftersom han kände att de var på väg ifrån punkgenren med sina nya låtar.
År 1996 påbörjade även inspelningarna av bandets fjärde album, Ixnay on the Hombre, som senare släpptes i februari 1997. Låtarna till albumet hade skrivits under tiden som bandet turnerade med Smash och Ixnay on the Hombre innehåller några av bandets tidigaste influenser av poppunk. Albumet blev inte en lika stor succé som Smash, men det lyckas ändå sälja tre miljoner exemplar världen över. Holland har senare sagt att albumet inte fick samma genomslagskraft som Smash på grund av att det sågs som ett kommersiellt experiment medan fansen förväntade sig något han benämnde "Smash, del två"; vilket var något The Offspring var fast beslutna att inte spela in.

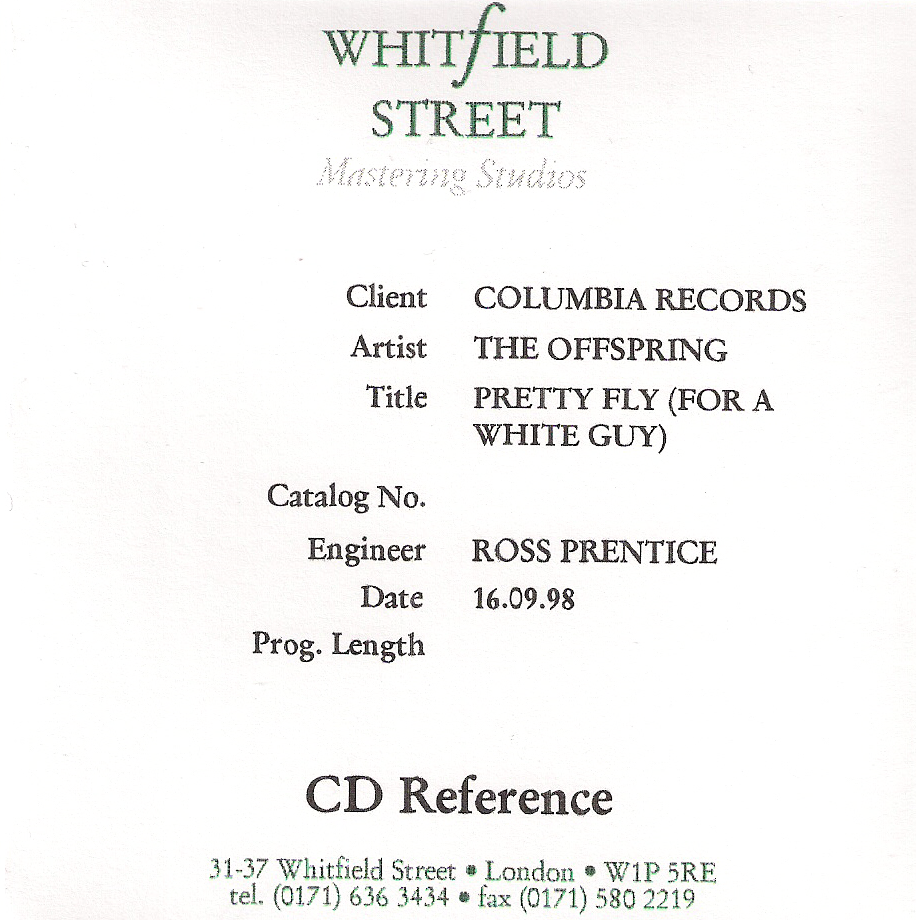
I november 1998 släpptes en av The Offsprings mest kända singlar, "Pretty Fly (for a White Guy)".

År 1998 släppte The Offspring sitt femte album, Americana, som blev bandet hittills största framgång med över elva miljoner sålda exemplar. Från albumet släpptes singlarna "Pretty Fly (for a White Guy)", "Why Don't You Get a Job?", "The Kids Aren't Alright" och "She's Got Issues". Under denna tid laddades "Pretty Fly (for a White Guy)" ned olagligt över tjugotvå miljoner gånger under tio veckors tid, vilket gjorde att låten hamnade på plats ett på tidskriften Rolling Stones lista "Top Pirated Internet Songs Chart". "Why Don't You Get a Job?" blev en stor succé i många länder mestadels på grund av dess glada och uppiggande tempo som påminner om The Beatles "Ob-La-Di, Ob-La-Da".
År 1999 medverkade The Offspring i Idle Hands, där de uppträdde med låtarna "Beheaded" (som de gjorde en nyinspelning av kallad "Beheaded 1999") och Ramones-låten "I Wanna Be Sedated". Bandet uppträdde senare på Woodstockfestivalen 1999, som blev ökänt för rapporter om våldsfall, pyromani och våldtäkter. Bandet planerade även att lansera ett livealbum under denna period, som hade spelats in under några konserter i Australien, men detta album släpptes aldrig.

### Conspiracy of OneochSplinter(2000–2004)

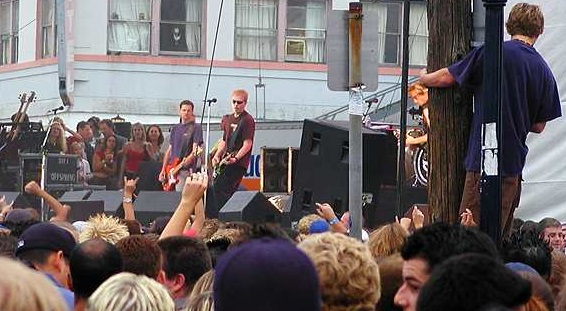
The Offspring under en impromptukonsert i San Diego, Kalifornien den 9 september 2001.

I juni 2000 släppte The Offspring "Totalimmortal", en cover på låten med samma namn av AFI, på soundtracket till filmen Mina jag & Irene. Mindre än ett halvår senare släppte bandet sitt sjätte studioalbum, vid namn Conspiracy of One. Innan Conspiracy of One släpptes fastställde bandet att de var positivt inställda till fildelning med argumentet att det inte skadar försäljningssiffrorna. Därför planerade The Offspring, som ett av de första banden någonsin, att släppa albumet direkt från sin hemsida en månad tidigare än väntat, men Sony Music (moderbolaget till Columbia Records) hotade då med en stämning och bandet bestämde sig istället för att lansera albumet i affärerna som vanligt. Dock ingick det i uppgörelsen med Sony Music att bandet fick rättigheterna att släppa sin första singel från albumet, "Original Prankster", gratis via sin hemsida, vilket de också gjorde. Året därpå släppte The Offspring singlarna "Million Miles Away" och "Defy You", där den senare kom med på soundtracket till Orange County. Detta skulle även visa sig vara den sista låten som Welty var med och spelade in med bandet. Enligt en stämningsansökan som lämnades in av Welty i september 2020, tvingades han ut ur The Offspring den 3 januari 2003. Detta meddelades inte av bandet förrän den 18 mars samma år, där det skrevs att Welty hade valt att lämna för att istället fokusera mer på sitt andra band Steady Ground.
The Offspring började nu att leta efter en ny trumslagare samtidigt som de skulle börja spela in sitt sjunde studioalbum, Splinter. På albumet medverkade den tillfällige trumslagaren Josh Freese medan en mer permanent trumslagare, vid namn Atom Willard, gick med i bandet i oktober 2003. Holland och Noodles har sagt att de valde att ta längre tid på sig att producera detta album än tidigare album eftersom de ville komma med nytt och annorlunda material och inte släppa albumet bara för att. Den 1 april 2003 meddelade bandet att namnet på deras sjunde studioalbum skulle vara Chinese Democracy, vilket var en parodi på Guns N' Roses då osläppta album Chinese Democracy. Detta visade sig dock vara ett aprilskämt.
Under 2004 turnerade bandet med Splinter, men Holland avslöjade i en intervju att han redan hade börjat skriva låtar till ett nytt album och även att The Offspring tänkte släppa ett greatest hits-album under det kommande året. Förutom detta flög Holland själv sitt flygplan jorden runt under en tiodagars period i november 2004. Han sade att det gav honom tid att komma på nytt låtmaterial och att han färdigställde fem helt nya låtar under sin resa.

### Greatest HitsochRise and Fall, Rage and Grace(2005–2009)

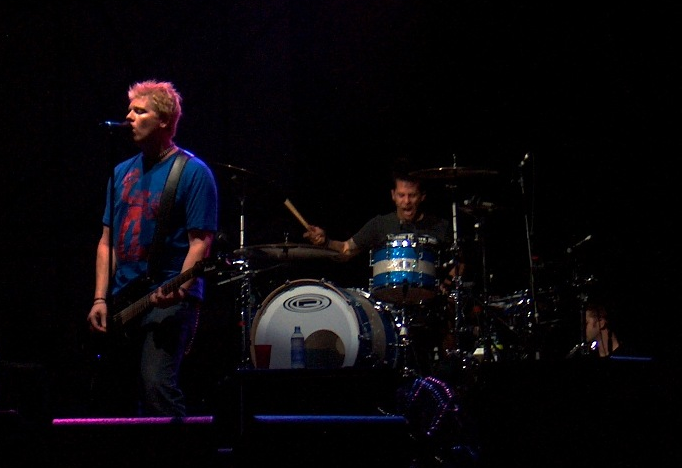
Holland och Willard under en konsert på Rock in IdRho i Milano, Italien den 3 september 2005.

I juni 2005 släppte The Offspring ett samlingsalbum med titeln Greatest Hits. Albumet innehöll låtar från Smash (1994) fram till Splinter (2003), men utöver dessa fanns det även två nya låtar: "Can't Repeat" och en cover The Police-låten "Next to You". Knappt en månad senare släppte The Offspring ett videoalbum med namnet Complete Music Video Collection, som innehöll alla bandets musikvideor från 1994 till 2005 plus några av bandets konsertframträdanden samt en intervju med Guy Cohen, som medverkade i musikvideorna till "Pretty Fly (for a White Guy)" och "Why Don't You Get a Job?". Detta år uppträdde The Offspring för första gången på Warped Tour och de var även med på en välgörenhetskonsert för rockklubben CBGB. The Offspring spelade även in "Mission from God" för Punk-O-Rama Vol. 10.
I november 2006 återvände The Offspring till studion för att påbörja inspelningen av sitt åttonde studioalbum, Rise and Fall, Rage and Grace. I juli 2007 meddelades det att Willard hade slutat som trumslagare i The Offspring, för att istället fokusera på Angels & Airwaves, och ersättaren till honom blev Pete Parada. På Rise and Fall, Rage and Grace är det dock ännu en gång Freese som spelar trummorna, precis som på Splinter.
I juni 2008 släpptes Rise and Fall, Rage and Grace. Singeln "You're Gonna Go Far, Kid" blev en stor succé och tillbringade bland annat elva veckor på förstaplatsen Alternative Songs. Detta gjorde singeln till en av de mest framgångsrika låtarna bandet någonsin hade släppt. Samma dag som Rise and Fall, Rage and Grace lanserades i USA valde Epitaph Records att släppa remasterutgåvor av Ignition och Smash. Holland har sagt i en intervju att han inte hann med att godkänna dessa utgåvor innan de släpptes och att han var orolig över att albumens essens skulle försvinna i remasterprocessen.

### Happy Hour!ochDays Go By(2010–2014)

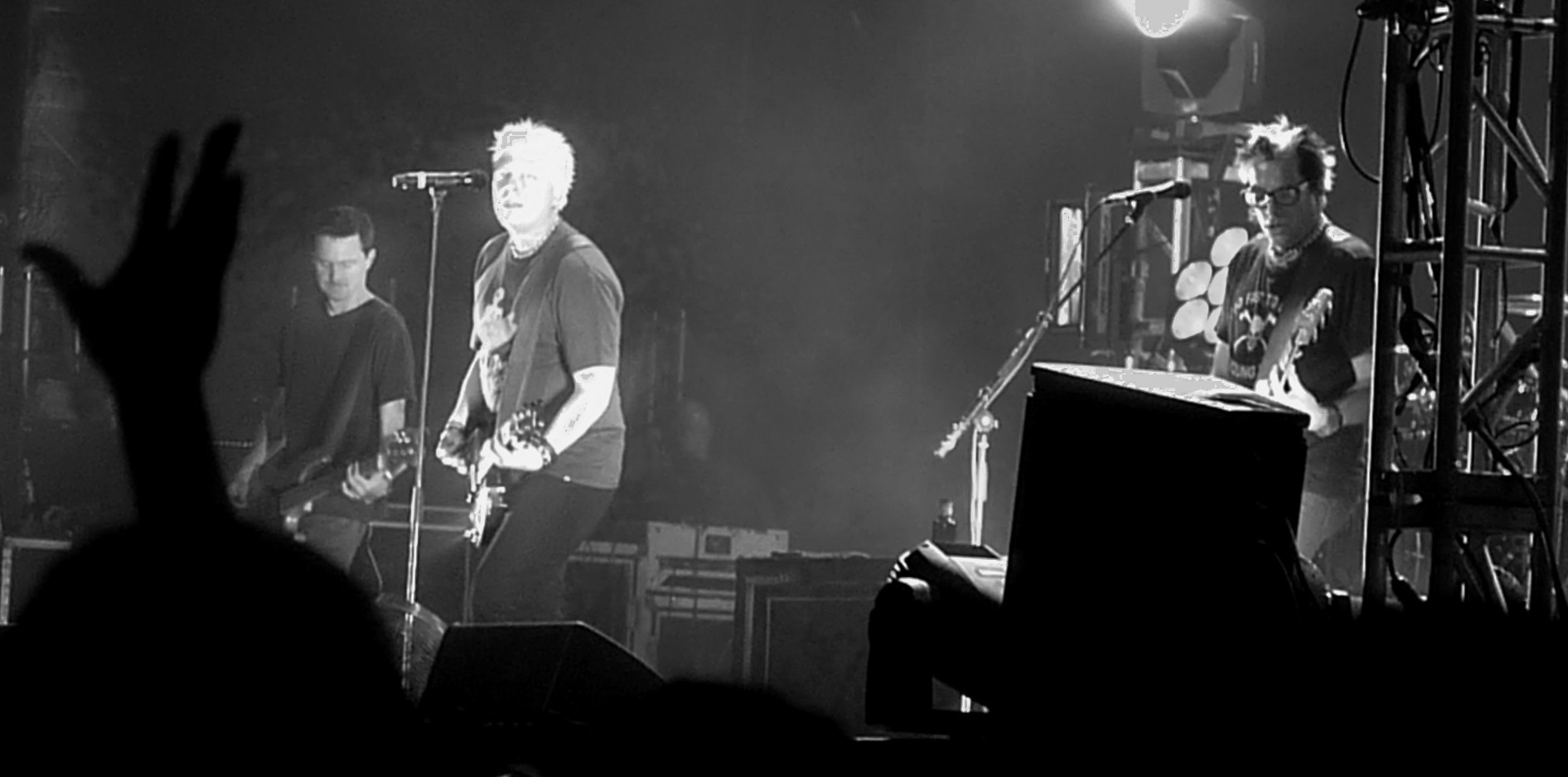
The Offspring under Sonisphere-festivalen i Getafe, Spanien den 25 maj 2012.

I augusti 2010 släppte The Offspring samlingsalbumet Happy Hour!. Albumet, som enbart släpptes i Japan, var en hyllning till att det var femton år sedan bandet höll sin första konsert där. Liksom det tidigare samlingsalbumet Greatest Hits innehöll Happy Hour! främst låtar från Smash fram till Splinter, med undantag från låten "Hey Joe" som först släpptes på EP:n Baghdad. 
Under denna tid hade bandet också påbörjat arbetet med sitt nionde studioalbum, Days Go By. Under sommaren 2009 sade Noodles i intervjuer att inga låtar var färdigställda än, men att bandet hade några demoversioner och att de blickade bakåt på låtar som lämnats ute från tidigare album för att se om dessa kunde spelas in på nytt. När albumet senare var färdigproducerat var de enda två låtarna som inte var helt nyskrivna "All I Have Left Is You" och "Dirty Magic". Bandet spelade för första gången den nya låten "You Will Find a Way" under en konsert i Las Vegas, Nevada den 18 juni 2010, där denna låt senare visade sig vara en tidig version av det som skulle bli "Days Go By" på albumet med samma namn. Holland meddelade den 25 mars 2012 att albumet var färdiginspelat och det släpptes i juni samma år. I maj och juni 2012 uppträdde bandet under speciella konserter där de spelade alla låtar från Ignition. Detta gjordes för att uppmärksamma att det var 20 år sedan albumet först lanserades.
I december 2012 sade Noodles att The Offspring skulle påbörja arbetet med ett nytt album när de hade turnerat klart med Days Go By. Han öppnade även upp möjligheten för ett sorts jubileum under 2014, då deras debutalbum firade 25 år och Smash firade 20 år; Epitaph Records släppte 2014 en 20th Anniversary Edition av Smash. The Offspring avslutade sitt samarbete med Columbia Records under denna tid eftersom de hade uppfyllt alla legala krav som fanns med i deras kontrakt. De album bandet hade släppt via Columbia auktionerades året efter ut för mellan 30 och 35 miljoner dollar och Sony Music Entertainment samt Round Hill Music rapporterades vara intressenter. Under 2013 fanns det även planer på att släppa ett livealbum, inspelat på nationalstadion i Warszawa under Orange Warsaw Festival i maj 2013. The Offsprings första EP sedan A Piece of Americana från 1998 lanserades i augusti 2014 under namnet Summer Nationals.
Den 11 januari 2014 uppträdde The Offspring under en välgörenhetskonsert på Club Nokia för de drabbade av tyfonen Haiyan.

### Let the Bad Times Roll(2015–idag)

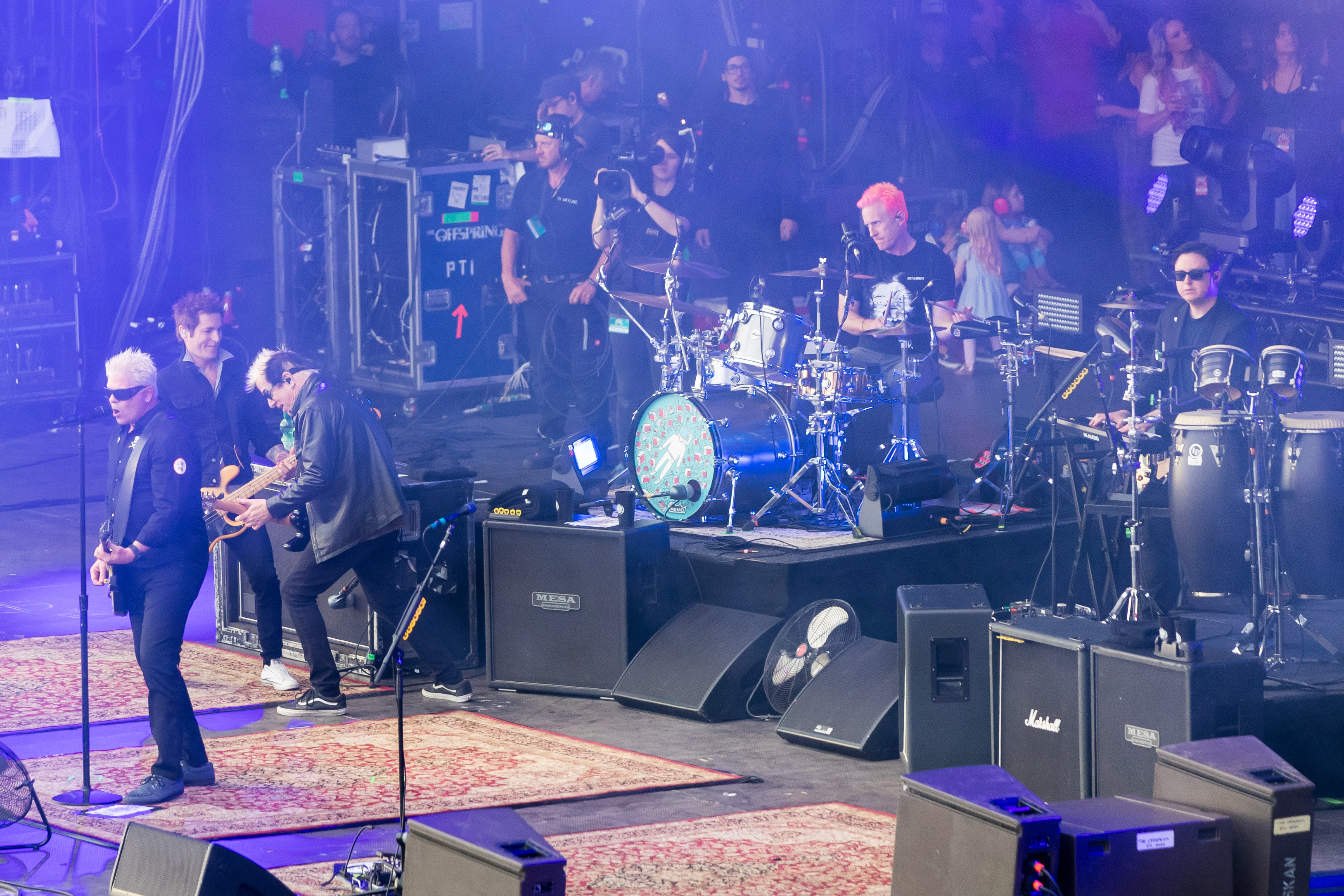
The Offspring under ett uppträdande i Tyskland den 3 juni 2022.

The Offspring planerade tidigare att lansera sitt tionde studioalbum under 2015. I december 2014 meddelade radiostationen RadioContraband att bandets singel "Coming for You" skulle debutera hos dem den 30 januari 2015. I mars samma år sade Holland att en låt var klar för albumet och Holland hade tidigare sagt att The Offsprings arbete med albumet var väldigt avslappnat och att inspelningen skedde när bandmedlemmarna kände sig inspirerade. I juli 2016 släpptes "Sharknado", en omgjord version av The Dickies "Gigantor", som kom med på soundtracket till Sharknado 4: The 4th Awakens och i juli 2018 lanserade bandet en coverversion av 311:s "Down" samtidigt som 311 släppte en coverversion av The Offsprings "Self Esteem".
I augusti 2019 lämnade Greg K. in en stämningsansökan mot Holland och Noodles, vilken grundade sig i ett påstått beslut som de hade tagit i oktober 2018 gällande att bannlysa Greg K. från The Offsprings konserter och studiosessioner med start i november 2018. I stämningsansökan antydde Greg K. att Holland och Noodles "utformade en komplott" som avslutade Greg K.:s medverkan i bandet "utan rättvis kompensation". Todd Morse, som tidigare varit turnémedlem med The Offspring, tog över rollen som bandets basgitarrist.
Under 2020 släppte The Offspring två coverversioner: en i april av The Clinton Johnson Bands "Here Kitty Kitty" och en i november av Darlene Loves "Christmas (Baby Please Come Home)". Den 14 november 2020 sade Noodles att det nya studioalbumet var färdigmixat och att de arbetade med förpackningen. Han kunde dock inte svara på när det skulle lanseras. Den 24 februari 2021 utannonserades det tionde studioalbumet Let the Bad Times Roll tillsammans med huvudsingeln med samma titel.
I början av augusti 2021 meddelade Parada att han inte skulle medverka under The Offsprings kommande turné, i och med att han inte var vaccinerad mot covid-19. Parada lider av Guillain-Barrés syndrom, en akut autoimmun polyneuropati, vilket gjorde honom motvillig till att ta vaccinet mot covid-19 då några av vaccinen tros kunna utlösa en reaktion av den autoimmuna sjukdomen. Varken Parada eller de andra bandmedlemmarna hyste något agg mot varandra gällande beslutet att Parada inte skulle turnera. Noodles och Holland kommenterade att de tillfälligt använde sig av andra trumslagare när de turnerade med The Offspring och Noodles poängterade att de inte hade avskedat Parada från bandet. I maj 2023 utannonserades det dock att Brandon Pertzborn hade tagit över rollen som trumslagare i The Offspring och under samma år blev multiinstrumentalisten Jonah Nimoy en fullvärdig medlem av bandet. Under 2023 introducerades The Offspring som en del av The Punk Rock Museum i Las Vegas, Nevada i USA.
Ett nytt album är under produktion. Den 29 mars 2024 hade det ännu ingen titel, men 9 låtar var färdiga och enligt Noodles var temat för albumet latinamerikansk musik.

## Musikstilar och influenser
The Offspring brukar främst klassas som ett punkrockband, men de har även ansetts tillhöra genrerna punk revival, poppunk, alternativ rock, postgrunge, indierock, melodisk hardcore, skatepunk och ska-punk. Holland och Noodles har själva sagt att de spelar den musik de vill utan att bry sig om vilken musikgenre det faller inom. De sade även att de nödvändigtvis inte ser The Offspring som ett punkrockband, men att de dock har blivit influerade av denna musikgenre. Kännetecken för The Offspring är att de gärna använder sig av ord såsom "whoa", "whoa-oh", "hey" och "yeah" i refrängerna till sina låtar, något som bandet NOFX gör narr av i sin låt "Whoa on the Whoas" på deras EP Surfer från 2001. Ett annat av bandets kännetecken är att den första låten på deras album ofta är en kortare låt som ibland fungerar som en sorts introduktion till själva albumet. Detta gäller för låtarna "Time to Relax" från Smash, "Disclaimer" från Ixnay on the Hombre, "Welcome" från Americana, "Intro" från Conspiracy of One och "Neocon" från Splinter. På några av The Offsprings album finns det gömt material som hörs efter det att den sista låten tagit slut, ofta efter en tids tystnad. Materialet kan vara en gömd låt (som på Smash och Greatest Hits), ett kortare tal (som på Ixnay on the Hombre) eller en repris av en tidigare låt (som på Smash och Americana). The Offspring använder sig gärna av element från orientalisk musik, vilket kan höras i bland annat låtarna "Come Out and Play (Keep 'Em Separated)" och "Smash" från Smash samt "Pay the Man" från Americana, och de har även hämtat vissa element från surfkulturen. Bandet brukar vanligtvis ha med åtminstone en låt på varje album som faller inom musikgenren ska.
The Offspring säger sig vara influerade av bland annat Sex Pistols, Ramones, The Clash, Dead Kennedys, True Sounds of Liberty, Adolescents, Dick Dale, The Ventures, Edizons, Social Distortion, The Rolling Stones, Agent Orange, Angry Samoans, Bad Brains, Bad Religion, Black Flag, Channel 3, Circle Jerks, D.I., Descendents, Iron Maiden, Jane's Addiction, Bob Marley and The Wailers, Metallica, Minor Threat, Nirvana, Sham 69, Thelonious Monster, The Vandals och Youth Brigade. Holland har även blivit influerad av Neil Diamonds, AC/DC:s och The Damneds musik och Noodles har sagt sig uppskatta Babes from Toyland, Operation Ivy, Sewer Trout, The Who, The Dickies, Squirrel Nut Zippers, jazzmusik från 1920- och 1930-talen samt soundtracket till kortfilmen Peter och vargen från 1946, som var en del av Spela för mig.

## Medlemmar
| Nuvarande medlemmar - Dexter Holland – sång, gitarr, piano, keyboards (1984–) - Noodles – gitarr, bakgrundssång (1985–) - Todd Morse – basgitarr, bakgrundssång (2019–) - Jonah Nimoy – gitarr, keyboard, slagverk, bakgrundssång (2023–) - Brandon Pertzborn – trummor (2023–) Tidigare medlemmar - Greg K. – basgitarr, bakgrundssång (1984–2018) - Doug Thompson – sång (1984) - James Lilja – trummor, slagverk, bakgrundssång (1984–1985, 1986–1987, gästartist under en konsert 2023) - Marcus Parrish – kompgitarr (1984–1985) - Jim Benton – trummor, slagverk (1985) - Ron Welty – trummor (1987–2003) - Atom Willard – trummor (2003–2007) - Pete Parada – trummor (2007–2021) | Turnémedlemmar - Chris Higgins - gitarr, slagverk, keyboard, bakgrundssång (1994–2005) samt studiomedlem (1998–2008) - Ronnie King – slagverk, keyboard, elektroniska musikinstrument (2003–2004) - Warren Fitzgerald – gitarr, bakgrundssång (2008) - Andrew Freeman – gitarr, bakgrundssång (2008) - Scott Shiflett – basgitarr, bakgrundssång (2008) - Tom Thacker – gitarr, bakgrundssång (2013, 2017) - Tony Kanal – basgitarr (2018–2019) Studiomedlemmar - Josh Freese – trummor, slagverk på diverse lanseringar sedan Splinter (2003) samt turnémedlem (2021–2023) |

## Diskografi
| Studioalbum - 1989 – The Offspring - 1992 – Ignition - 1994 – Smash - 1997 – Ixnay on the Hombre - 1998 – Americana - 2000 – Conspiracy of One - 2003 – Splinter - 2008 – Rise and Fall, Rage and Grace - 2012 – Days Go By - 2021 – Let the Bad Times Roll - 2024 – Supercharged Samlingsalbum - 2005 – Greatest Hits - 2010 – Happy Hour! Samlingsboxar - 1999 – The Offspring Collection EP-skivor - 1991 – Baghdad - 1991 – They Were Born to Kill - 1997 – Club Me - 1998 – A Piece of Americana - 2014 – Summer Nationals - 2021 – Gone Away EP | Singlar - 1986 – "I'll Be Waiting"/"Blackball" - 1994 – "Come Out and Play (Keep 'Em Separated)" - 1994 – "Self Esteem" - 1995 – "Gotta Get Away" - 1995 – "Smash It Up" - 1996 – "All I Want" - 1997 – "Gone Away" - 1997 – "The Meaning of Life" - 1997 – "I Choose" - 1998 – "Pretty Fly (for a White Guy)" - 1999 – "Why Don't You Get a Job?" - 1999 – "The Kids Aren't Alright" - 1999 – "She's Got Issues" - 2000 – "Original Prankster" - 2000 – "Want You Bad" - 2001 – "Million Miles Away" - 2001 – "Defy You" - 2003 – "Hit That" - 2004 – "(Can't Get My) Head Around You" - 2004 – "Spare Me the Details" - 2005 – "Can't Repeat" - 2008 – "Hammerhead" - 2008 – "You're Gonna Go Far, Kid" | - 2008 – "Kristy, Are You Doing Okay?" - 2009 – "Half-Truism" - 2012 – "Days Go By" - 2012 – "Cruising California (Bumpin' in My Trunk)" - 2012 – "Turning Into You" - 2015 – "Coming for You" - 2020 – "Christmas (Baby Please Come Home)" - 2020 – "Huck It" - 2021 – "Let the Bad Times Roll" - 2021 – "We Never Have Sex Anymore" - 2021 – "This Is Not Utopia" - 2022 – "Behind Your Walls" - 2022 – "Bells Will Be Ringing (Please Come Home for Christmas)" - 2024 – "Make It All Right" - 2024 – "Light It Up" - 2024 – "Come to Brazil" - 2024 – "Ok, But This Is the Last Time" - 2025 – "Looking Out for #1" |

## Utmärkelser
| År                                                         | Verk                                                                              | Tävling                 | Kategori                                 | Resultat   |
| ---------------------------------------------------------- | --------------------------------------------------------------------------------- | ----------------------- | ---------------------------------------- | ---------- |
| 1998                                                       | Ixnay on the Hombre                                                               | California Music Awards | Outstanding Album                        | Nominering |
| 1999                                                       | "Pretty Fly (for a White Guy)"                                                    | Kerrang! Awards         | Best Video                               | Vinst      |
| 1999                                                       | —                                                                                 | MTV Europe Music Awards | Best Rock Artist                         | Vinst      |
| 1999                                                       | —                                                                                 | MTV Europe Music Awards | Best Group                               | Nominering |
| 1999                                                       | Americana                                                                         | MTV Europe Music Awards | Best Album                               | Nominering |
| 1999                                                       | "Pretty Fly (for a White Guy)"                                                    | MTV Video Music Awards  | Best Rock Video                          | Nominering |
| 2000                                                       | Americana                                                                         | Juno Awards             | Best Selling Album (Foreign or Domestic) | Nominering |
| 2001                                                       | Conspiracy of One                                                                 | OC Music Awards         | Best Album                               | Vinst      |
| 2001                                                       | "Original Prankster"                                                              | OC Music Awards         | Best Song                                | Vinst      |
| 2001                                                       | —                                                                                 | OC Music Awards         | Best Punk                                | Vinst      |
| 2001                                                       | —                                                                                 | OC Music Awards         | Best World                               | Vinst      |
| 2001                                                       | —                                                                                 | OC Music Awards         | Best Live Band                           | Vinst      |
| 2001                                                       | —                                                                                 | OC Music Awards         | Best Alternative                         | Nominering |
| 2002                                                       | —                                                                                 | Kerrang! Awards         | Classic Songwriter                       | Vinst      |
| 2004                                                       | "Hit That"                                                                        | Kerrang! Awards         | Best Video                               | Nominering |
| 2004                                                       | "Hit That"                                                                        | OC Music Awards         | Best Song                                | Vinst      |
| 2004                                                       | "Hit That"                                                                        | 3D Awards               | Music Video Visual Effects               | Vinst      |
| 2004                                                       | Splinter                                                                          | California Music Awards | Outstanding Alternative Album            | Vinst      |
| 2004                                                       | Splinter                                                                          | OC Music Awards         | Best Album                               | Nominering |
| 2004                                                       | —                                                                                 | OC Music Awards         | Best Alternative                         | Nominering |
| 2009                                                       | Rise and Fall, Rage and Grace                                                     | California Music Awards | Outstanding Alternative Album            | Vinst      |
| 2009                                                       | Rise and Fall, Rage and Grace                                                     | OC Music Awards         | Best Album                               | Nominering |
| 2009                                                       | "Hammerhead"                                                                      | OC Music Awards         | Best Song                                | Nominering |
| 2013                                                       | —                                                                                 | OC Music Awards         | Best Punk                                | Vinst      |
| 2014                                                       | —                                                                                 | OC Music Awards         | Impact Award                             | Vinst      |
| 2014                                                       | —                                                                                 | OC Music Awards         | Best Alternative                         | Vinst      |
| 2014                                                       | "Dividing by Zero"/"Slim Pickens Does the Right Thing and Rides the Bomb to Hell" | Loudwire Music Awards   | Best Rock Video                          | Nominering |
| 2022                                                       | Let the Bad Times Roll                                                            | Heavy Music Awards      | Best Album Artwork                       | Nominering |
| "—" betecknar att det inte var något verk som nominerades. |                                                                                   |                         |                                          |            |